# Nová Ves nad Váhom
Nová Ves nad Váhom este o comună slovacă, aflată în districtul Nové Mesto nad Váhom din regiunea Trenčín. Localitatea se află la altitudinea de 181 m deasupra n.m., se întinde pe o suprafață de 12,11 km2 și în 2017 număra 566 de locuitori.

## Istoric
Localitatea Nová Ves nad Váhom este atestată documentar din 1419.

## Demografie
| An:                | 1994 | 2004   | 2014   | 2024   |
| ------------------ | ---- | ------ | ------ | ------ |
| Număr de persoane: | 534  | 517    | 542    | 564    |
| Diferență:         |      | −3,18% | +4,83% | +4,05% |

| An:                | 2023 | 2024   |
| ------------------ | ---- | ------ |
| Număr de persoane: | 560  | 564    |
| Diferență:         |      | +0,71% |